# Archiv für das Studium der neueren Sprachen und Literaturen
Das Archiv für das Studium der neueren Sprachen und Literaturen, die älteste neuphilologische Zeitschrift, wurde 1846 von Ludwig Herrig und Heinrich Viehoff gegründet. Die ersten beiden Jahrgänge erschienen im Julius Bädeker Verlag Elberfeld und Iserlohn. Danach wurde die Zeitschrift 120 Jahre lang vom Georg Westermann Verlag Braunschweig (heute Westermann Druck- und Verlagsgruppe) publiziert. Seit 1979 erscheint die Zeitschrift im Erich Schmidt Verlag Berlin.
Gegründet, um Sprach- und Literaturlehrer an Schulen und Hochschulen zu fördern und weiterzubilden und den modernen Philologien adäquate Publikationsmöglichkeiten zu geben, hat sich die Zeitschrift zu einem integrierenden Fachorgan mit zunehmend international geprägtem Charakter entwickelt. Die Aufsätze, Kleineren Beiträge und Rezensionen erscheinen in deutsch, englisch bzw. romanischen Sprachen.